# Георги Пухалев
Георги Атанасов Пухалев е български учен – ландшафтен архитект и икономист, професор.

## Биография
Роден е на 26 март 1935 година в чепинското село Каменица в семейството на служителя на чепинското горско стопанство Атанас Пухалев. През 1959 година завършва „Градинско-парково строителство“ в Лесотехническия институт. През 1976 година става кандидат на икономическите науки във Висшия институт за народно стопанство, Варна, а през 1994 година става доктор на техническите науки.
Почива на 3 май 2008 година в София. Женен е за Василка Пухалева от катедра „Кожи“ на Химикотехнологичен и металургичен университет, София.

## Научна и творческа дейност
Между 1960 и 1966 г. е проектант в Института за проучване и проектиране „Агролеспроект“, София.
От 1966 г. е преподавател по „Организация, икономика и планиране на озеленяването“, а от 1979 г. – доцент по „Организация, икономика и планиране на озеленяването“ и „Социално-икономически основи на опазването на природната среда“ в Лесотехническия институт, София.
През 1997 става професор по „Организация, икономика и планиране на озеленяването“, „Икономика и управление на опазването на околната среда“ и „Системи за екологично управление за промишлените предприятия“.
През периода 1990 – 1998 г. е ръководител на Катедра „Икономика и управление“ на Лесотехническия университет, София, а през 1998 – 2000 г. е ръководител на Катедра „Управление на ресурсите и природоползването“.
От 2000 г. е хоноруван преподавател по „Управление на общинската инфраструктура“ в Югозападния университет „Неофит Рилски“, Благоевград.
Участва многократно като член в Академичния съвет на ВЛТИ и ЛТУ, София. Член е на Специализирания научен съвет по горско стопанско и озеленяване при ВАК и на Научния съвет на Института по цветарство на ССА в Негован. Член е на Научния съвет на Факултет „Стопанско управление“ в ЛТУ.

## Научни организации
От 1970 г. е член на Съюза на учените в България; от 1990 г. – член на УС и консултант на Българския съюз за защита на Родопите; от 1992 г. – член и консултант на Международната архитектурна академия; от 1992 г. – член на Съвета на Европейския форум „Столиците на Обединена Европа“; от 1992 г. – член на Съюза на специалистите по парково и ландшафтно устройство; от 1998 г. – съучредител и член на ръководството на Фондация „Природен парк Витоша“; от 1998 г. – член на Българо-нидерландското дружество за приятелство. През 2007 г. е утвърден за действителен член (академик) на Международната академия на науките по екология и безопасност (към ООН), Санкт Петербург.

## Научни форуми и разработки
- 1971 – Ленинград, Русия, СССР; Лесотехническа академия (Икономика и организация на ландшафтното устройство;
- 1975 – Варшава, Полша; Катедра Ландшафтна архитектура – Организация и управление на градски и национални паркове;
- 1982 – Единбург, Шотландия, Великобритания; Политехника, Катедра Градско и териториално планиране;
- 1985 – Дрезден, Източна Германия; Политехника, Катедра Икономика и регионално планиране;
- 1987 – Гърция, Солунски университет, Факултет Горско стопанство – Крайградска екология и управление на ландшафтното устройство;
- 1992 – Благоевград (Американски университет), България – Семинар на International Institute for Suburban and Regional Studies, Baltimore, USA по „Администрация, бизнес, комуникации и обучение“;
- 1992 – Св. Кирик, България – семинар на IAA and UNEP по проблемите на Околната среда, планирането и управлението на селищата;
- 1993 – ETP Program (USA) – семинар в България по Стратегическо и финансово планиране;
- 1993 – ETP Program (USA), Варна – курс по оценка на въздействието върху околната среда (ОВОС);
- 1994 – ETP Program (USA) – Институциализация на опазването на околната среда;
- 1997 – София – Българо-италиански курс по Оценка на екологичния риск;
- 2000 – Нидерландия – Проблеми на урбанизацията и зелените системи на големите градове в Европа;
- 2001 – Гърция, Драма – съучредител на Балканската екологична мрежа на НПО и заместник-председател и координатор за България;
- 2002 – Полша, Варшава – 2003 – Австрия, Виена – научен консултант на студенти по Ландшафтна архитектура;
- 2003 – Турция, Истанбул – IV работно съвещание Mediteranean forests; 2004, 2005 – Австрия, Виена, BOKU – Socrates-Erasmus Project.

Георги Пухалев е съавтор и ръководител на разработки по изготвяне на планове за управление на природни паркове (Природен парк „Витоша“, „Кайлъка“, Пчелина – Разград и др.), ОВОС (Кремиковци АД, магистрали в София, община Красно село в София и др.), проектни разработки за Генплан София и др. Съавтор е на ДОВОС за новия Общ устройствен план на София. Лектор е по „Организация и управление на ОВОС“ в курсове за лицензиране на експерти по ОВОС и член на колектив и ръководител на екип за ОВОС.
Участва в много проекти като ръководител на екип и член на колектив в областта на ландшафтната архитектура, урбоекологията, екологичната икономика.
От 1996 г. е лицензиран експерт по ОВОС от МОСВ, a от 1998 г. – лицензиран експерт на Национална агенция за оценяване и акредитация на висшето образование при Министерския съвет на Република България.

## Отличия
- 1985 – орден „Кирил и Методий“ I степен;
- 1996 – избран за научен съветник в American Biographical Institute;
- 1996 – получил лиценз за експерт по ОВОС от Министерството на околната среда;
- 1997 – лицензиран като официален експерт на Националната агенция за оценяване и акредитация на висшето образование;
- 1998 – отличен като научен консултант на International Biographical Centre, Cambridge, England;
- 2000 – награден с Юбилеен медал „Проф. Асен Златаров“ на НТС;
- 2005 – отличен с почетен знак на ЛТУ;
- 2007 – утвърден за действителен член (академик) на Международната академия на науките по екология и безопасност (към ООН), Санкт Петербург.

## Трудове
Георги Пухалев е автор на около 125 научни и научнопопулярни статии и книги в областта на проучването и проектирането в ландшафтната архитектура:
- Организация на зеленото строителство и поддържането (1973)
- Норми и разходи за поддържане на зелените площи (1981)
- Нормиране на зелените площи в селищата, стандарти за декоративни дървета и храсти (1986)
- Методологически аспекти на икономическата оценка на зелените площи в градското и регионалното планиране (1990)
- Екологична икономика (1973, 1983, 1995)
- Екологизация на селищния ландшафт (1985)
- Оценка и устойчиво използване на националните паркове (1990)
- Методически указания за поддържане на общински зелени площи (1995)
- Алманах – Лесотехнически университет (2000)
- 50 години „Ландшафтна архитектура“ в България (2001)